# オールタイム・ベスト1977-2011 〜イン・ザ・ブリンク・オブ・アイ〜
『オールタイム・ベスト1977-2011 〜イン・ザ・ブリンク・オブ・アイ〜』 (In The Blink Of An Eye 1977-2011) は、アメリカ合衆国のバンド、TOTOのベスト・アルバム。

## 解説
TOTOは、2008年に解散を表明したがALS（筋萎縮性側索硬化症）を患っているベースのマイク・ポーカロの闘病支援の為、2010年再結成した。このアルバムは、2011年のヨーロッパツアーと日本ツアーを記念して発売された。ヨーロッパ盤と日本盤で仕様が異なりヨーロッパ盤は1枚組、日本盤はBlu-spec CD2枚組で全曲2011年DSDリマスタリング、スティーブ・ルカサーが選曲、監修している。

## 収録曲

### 日本盤
Disc 1
1. 子供の凱歌
2. グッバイ・エリノア
3. ロザーナ
4. ギフト・オブ・フェイス
5. ミス・サン
6. アイル・ビー・オーヴァー・ユー
7. イッツ・ア・フィーリング
8. ストレンジャー・イン・タウン
9. ティル・ジ・エンド
10. ジ・アザー・エンド・オブ・タイム
11. ジェイク・トゥ・ザ・ボーン
12. 愛する君に
13. カルメン
14. 99
15. ウィングス・オブ・タイム
16. ドント・ストップ・ミー・ナウ

Disc 2
1. パメラ
2. マッド・アバウト・ユー
3. ジョージー・ポージー
4. ホールド・ユー・バック
5. メラニー
6. グッド・フォー・ユー
7. エンドレス
8. テイル・オブ・ア・マン
9. 砂の惑星
10. アイ・ウィル・リメンバー
11. リア
12. アフリカ
13. ホーム・オブ・ザ・ブレイヴ
14. ムーディド
15. ストップ・ラヴィング・ユー
16. ホールド・ザ・ライン

### ヨーロッパ盤
1. ストップ・ラヴィング・ユー
2. パメラ
3. アフリカ
4. ホールド・ザ・ライン
5. ロザーナ
6. 99
7. ジョージー・ポージー
8. アイル・ビー・オーヴァー・ユー
9. ホールド・ユー・バック
10. アイ・ウィル・リメンバー
11. リア
12. スパニッシュ・ステップス
13. ドント・チェイン・マイ・ハート
14. ウィングズ・オブ・タイム
15. ジェイク・トゥ・ザ・ボーン
16. ターニング・ポイント